# Media Markt
Mediamarkt (av företaget skrivet MediaMarkt, ibland även Media Markt) är ett tyskt multinationellt företag inriktat på försäljning av hemelektronik. Mediamarkt ingår i tyska Ceconomy och företaget styrs genom Mediamarkt Saturn Retail Group där även Saturn ingår. Under varumärket Mediamarkt finns omkring 1 000 butiker i Europa (2019). Företaget driver dessutom 170 butiker[när?] under varumärket Saturn som också säljer hemelektronik. Dessa två butikskedjor bildar tillsammans företaget Media-Saturn Holding, ägt av Ceconomy.

## Affärsidé
Strategin är att genom stora volymer hålla priserna nere och ha ett stort utbud av hemelektronik och relaterade tjänster med personlig service.

## Historik
Mediamarkt grundades i München år 1979 av de fyra företagarna Leopold Stiefel, Walter Gunz, Erich Kellerhals och Helga Kellerhals. Företagsidén var att skapa en motpart till traditionella elektronikhandlare och postorderföretag. Den 29 november 1979 invigdes den första Mediamarkt vid Euro-Industriepark i München. Fram till år 1985 öppnades ytterligare nio butiker och i samband med detta lanserade man sin slogan.
År 1988 övertog Kaufhof-gruppen majoriteten i holdingbolaget och år 1989 började Mediamarkt expandera i utlandet med början i Frankrike, Österrike och Schweiz. År 2010 hade Mediamarkt mer än 600 butiker i 16 länder. 237 av dessa fanns i Tyskland. Företagets huvudkontor och lagercentral finns i Ingolstadt. Europas största Mediamarkt finns sedan hösten 2007 i köpcentret Alexa i Berlin.

## Mediamarkt Sverige
Mediamarkt Sverige (Media-Saturn Holding Sweden AB) har sitt svenska huvudkontor i Barkarby handelsplats i Järfälla, nordväst om Stockholm. Den 28 september 2006 öppnades det första Mediamarkt-varuhuset i Sverige beläget i Heron City, sydväst om Stockholm. Sverige blev det trettonde landet där Mediamarkt etablerade sig. I november 2012 lanserade Mediamarkt sin svenska e-handel.
Den 21 oktober 2013 stängdes Mediamarkts varuhus i Malmö, Stora Bernstorp och de femtio anställda varslades om uppsägning. Mediamarkt stängde i september 2014 ett varuhus i Södertälje.
De efterföljande åren har Mediamarkt främst satsat på att bygga om och modernisera befintliga varuhus. Flera av varuhusen fick minskad butiksyta, för att spara in på lokalhyra. Den 27 september 2018 öppnades ett helt nytt varuhus i norr om Stockholm i Täby centrum, som då blev det 28:e varuhuset i Sverige. 
Den 28 juni 2021 flyttade varuhuset från Gallerian till Drottninggatan 53 i Stockholm, ett varuhus som sedermera blivit Mediamarkt.
Den 26 maj 2022 öppnades varuhuset i shoppingcentret Westfield Mall of Scandinavia, Solna, och blev därmed det 29:e Mediamarkt-varuhuset i Sverige
Den 14 februari 2023 meddelades att Mediamarkts svenska del skulle säljas till norska Power, den före detta Expertkoncernen. Power kommer genom det nybildade bolaget Power Sweden ta över 100 procent av Mediamarkt Sweden, men Media Markt Saturn kommer i sin tur att äga 20 procent i Power Sweden. 29 butiker med runt 1 300 anställda i Sverige tas över av Power. Under sommaren 2023 skyltades alla tidigare Mediamarkt-butiker om till Power.